# Nino Gvetadze
Nino Gvetadze (Tbilisi, 14 oktober 1981) is een Georgisch pianiste.
Gvetadze groeide op in Tbilisi. Op 6-jarige leeftijd speelde ze als solist al samen met orkesten. Ze studeerde vanaf 1998 aan het Staatsconservatorium van Tbilisi en hierna aan het Koninklijk Conservatorium Den Haag en het Conservatorium van Amsterdam.
Ze kreeg les van onder anderen Veronika Tumanishvili, Nodar Gabunia, Nana Khubutia, Paul Komen en Jan Wijn. In 2008 won ze de tweede prijs, de publieksprijs en de persprijs op het Internationaal Franz Liszt Pianoconcours. In 2010 won ze de Borletti-Buitoni Trust Prijs voor jonge musici. Ze speelde samen met onder andere het Residentieorkest, het Rotterdams Philharmonisch Orkest, het Brussels Philharmonic, het Nederlands Philharmonisch Orkest, Amsterdam Sinfonietta, het Mahler Chamber Orchestra en het Münchner Philharmoniker. In het seizoen 2017-2018 was ze artist in residence van de Edesche Concertzaal. Sinds 2021 is ze artistiek leider van het Delft Chamber Music Festival.

## Discografie
- Nino Gvetadze plays Mussorgsky - Brilliant Classics, 2009
- Widmung: Piano Works by Franz Liszt - Orchid Classics, 2011
- Sergey Rachmaninoff: Complete Works For Piano Solo (Nino Gvetadze e.a.) - Et'Cetera / EtCetera Records, 2012
- Sergey Rachmaninoff: Complete Works For Piano Solo. Vol 3 - Et'Cetera / EtCetera Records, 2012
- Nino Gvetadze Plays Debussy - Orchid Classics, 2014
- Carl Maria von Weber, Six Sonatas For Violin And Piano (Frederieke Saeijs, violin and Nino Gvetadze, piano) - Naxos, 2016
- Ghosts - Frédéric Chopin: Preludes, Op.28 - Challenge Classics, 2017